# Star Valley
Star Valley è una località degli Stati Uniti d'America, situata nella Contea di Gila, nello Stato dell'Arizona.